# Calathea pacifica
Calathea pacifica là một loài thực vật có hoa trong họ Marantaceae. Loài này được Linden & André mô tả khoa học đầu tiên năm 1872.